# Alleanza per la Democrazia e la Federazione - Raggruppamento Democratico Africano
L'Alleanza per la Democrazia e la Federazione - Raggruppamento Democratico Africano (in francese: Alliance pour la Démocratie et la Fédération–Rassemblement Démocratique Africain - ADF-RDA) è un partito politico burkinabé di orientamento liberale fondato nel 1998.

## Risultati
| Elezione         | Voti    | %     | Seggi    |
| ---------------- | ------- | ----- | -------- |
| Legislative 2012 | 338.970 | 11,24 | 18 / 127 |
| Legislative 2015 | 96.865  | 3,07  | 3 / 127  |
| Legislative 2020 | 44.347  | 1,55  | 3 / 127  |